# ماجد الدوسري
ماجد الدوسري لاعب كرة قدم سعودي سابق.
هو ماجد عبد الرحمن يحيى الدوسري مواليد العاصمة الرياضية وهو لاعب سابق لنادي النصر
ويعد ماجد أحد أفضل المواهب التي قدمتها نادي النصر في العقدين الماضيين, كان يملك موهبة مميزة ومهارات عالية مكنته من تمثيل الفريق الأول وهو في سن 17 عاماً حيث استدعاه مدرب النصر الفرنسي هيرنانديز من فريق درجة الشباب لقائمة كأس الخليج عام 1416 ولكنه لم يشارك لصغر سنة
وشارك بعد ذلك في فترات متقطة حتى منحه المدرب البرتغالي آرثر جورج الفرصة ضمن التشكيلة الاساسية عام 1421هـ وتحديداً في البطولة العربية والتي نال فيها اعجاب الجميع وسجل الكثير من الأهداف الحاسمة وساعد النصر على الوصول للنهائي.
انضم بعد هذه البطولة لقائمة المنتخب الاولية في معسكر ابها استعدادًأ لـ كأس العالم 2002
كان ماجد الدوسري كثير الاصابات وهو ماحرمه من تمثيل الفريق لسنتين متتاليتين وكانت أبرز مواسم 2001 و 2004 وتم ابعاده عن كشوفات النصر عام 2005 بسبب كثرة اصاباته وعدم استفادة المدربين من خدماته
لعب في عام 2007 مع نادي الحزم

## إسهاماته
- الحصول على كأس الاتحاد السعودي 1418
- الحصول على كأس الكؤوس الآسيوية 1418
- الحصول على كأس السوبر الآسيوي 1419
- الحصول على كأس الخليج للأندية 1417